# فرانک برلاندو
فرانک برلاندو (انگلیسی: Frank Brilando؛ زادهٔ ۲۹ ژوئن ۱۹۲۵) دوچرخه‌سوار اهل ایالات متحده آمریکا بود که در بازی‌های المپیک تابستانی ۱۹۴۸ و ۱۹۵۲ شرکت کرد.